# ヒルノダムール
ヒルノダムール（欧字名:Hiruno d'Amour、2007年5月20日 - ）は日本の競走馬、種牡馬。
主な勝ち鞍は、2011年の天皇賞（春）（GI）、産経大阪杯（GII）。

## 経歴

### デビューまで
メアリーリノアは、1988年のマルセルブサック賞（G1）を制した牝馬であった。フランスで繁殖牝馬となった後、タタソールスディセンバーセールに上場され、北海道新ひだか町の橋本牧場が購入して、日本に導入された。1998年、ラムタラと交配し産まれた牝馬のシェアエレガンスは、2歳の2000年にデビューし、スイートピーステークス（OP）4着など2004年までに26戦2勝の成績を残した。引退後は、生まれ故郷の橋本牧場で繁殖牝馬となった。
初仔を産んだシェアエレガンスの2年目の種付け相手には、サンデーサイレンス系種牡馬でかつノーザンダンサーの血が含まれず、さらに大柄という理由でマンハッタンカフェを選択。2007年5月20日、橋本牧場にて2番仔である鹿毛の牡馬（後のヒルノダムール）が誕生する。
2番仔は牧場では、独りぼっちでいることが多かったが、大きなトラブルなく健康に成長。橋本は「手がかからない優等生」と評するほどであった。栗東トレーニングセンター所属の調教師である昆貢の紹介により、蛭川正文が所有が決定。5月20日という遅生まれの2番仔は、活躍までには時間がかかると昆は考えていたが、蛭川はそれを承諾した上での所有となった。蛭川が用いる冠名の「ヒルノ」にフランス語で「愛」を意味する「ダムール」を組み合わせた「ヒルノダムール」という競走馬名が与えられた。

### 競走馬時代

#### 2-3歳（2009-10年）
2009年、2歳の10月に昆厩舎へ入厩。11月14日、東京競馬場の新馬戦（芝2000メートル）に藤田伸二が騎乗してデビュー。坂路で良い動きを見せていたこともあり1番人気に推されたが、アリゼオにクビ差及ばず2着に敗退。11月29日、京都競馬場の未勝利戦（芝1800メートル）では1番人気に推され、中団待機から抜け出し、後方に3馬身離して初勝利を果たした。続いて年末のラジオNIKKEI杯2歳ステークス（JpnIII）で重賞初挑戦となったが、ハミを取ることなく走り、4着に敗れた。

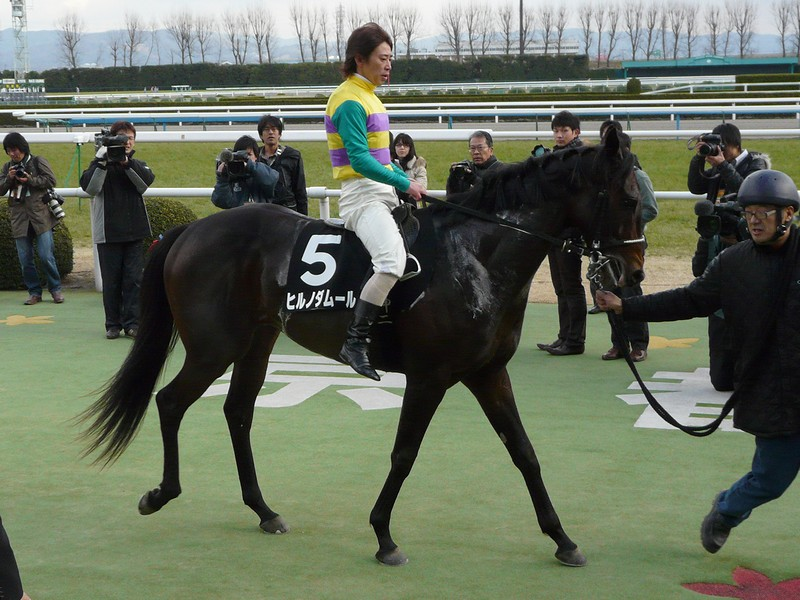
若駒S

2010年を迎えて3歳となり、1月26日の若駒ステークス（OP）に出走。ルーラーシップが1番人気に推され、次ぐ2番人気という評価であった。中団内側から直線で抜け出し、外に持ち出すルーラーシップをかわして1馬身半差をつけて勝利を果たした。藤田は「ゲートさえ出れば負ける気はしなかった」と回顧している。続いて皐月賞のトライアル競走の中から、メンバーが手薄という昆の判断から若葉ステークス（OP）に出走、単勝1.3倍の1番人気に支持された。後方待機から2番人気のペルーサに常にマークされる展開となり、抜け出しを図る直線では外からペルーサにかわされて2着に敗れた。
皐月賞（GI）では、後方待機から第3コーナー、最終コーナーで外から位置を上げた。しかし、内を選んだ1番人気のヴィクトワールピサには届かず、ヴィクトワールピサに1馬身半遅れて2着となった。上がり3ハロンは、メンバー中最速の35.0秒を記録した。続いて東京優駿（日本ダービー）（GI）に3番人気の支持で出走したが、9着に敗れた。（競走に関する詳細は、第77回東京優駿を参照。）
夏休みを経て、札幌記念（GII）から菊花賞（GI）に直行のローテーションを設定。計画通りに札幌記念、菊花賞に上位人気で出走したが、どちらも敗退。続いて、12月4日の鳴尾記念（GIII）では1番人気に支持されるも、直線で内に斜行するなどもあり、ルーラーシップに敗れた2着となった。

#### 4-5歳（2011-12年）
古馬となった2011年、1月16日の日経新春杯（GII）で始動。好位から抜け出したルーラーシップに2馬身及ばなかったが、ジャパンカップ優勝馬の1番人気ローズキングダムをハナ差下して2着。続いて2月13日の京都記念（GII）では後方待機から追い込み、直線で早めに抜け出したが、トゥザグローリーとメイショウベルーガにかわされ3着に敗れた。若駒ステークス以降1年間勝利から遠ざかっており、かつ重賞やGIで2着3着を続けていたことから「シルバーコレクター」と形容されるまでになっていた。

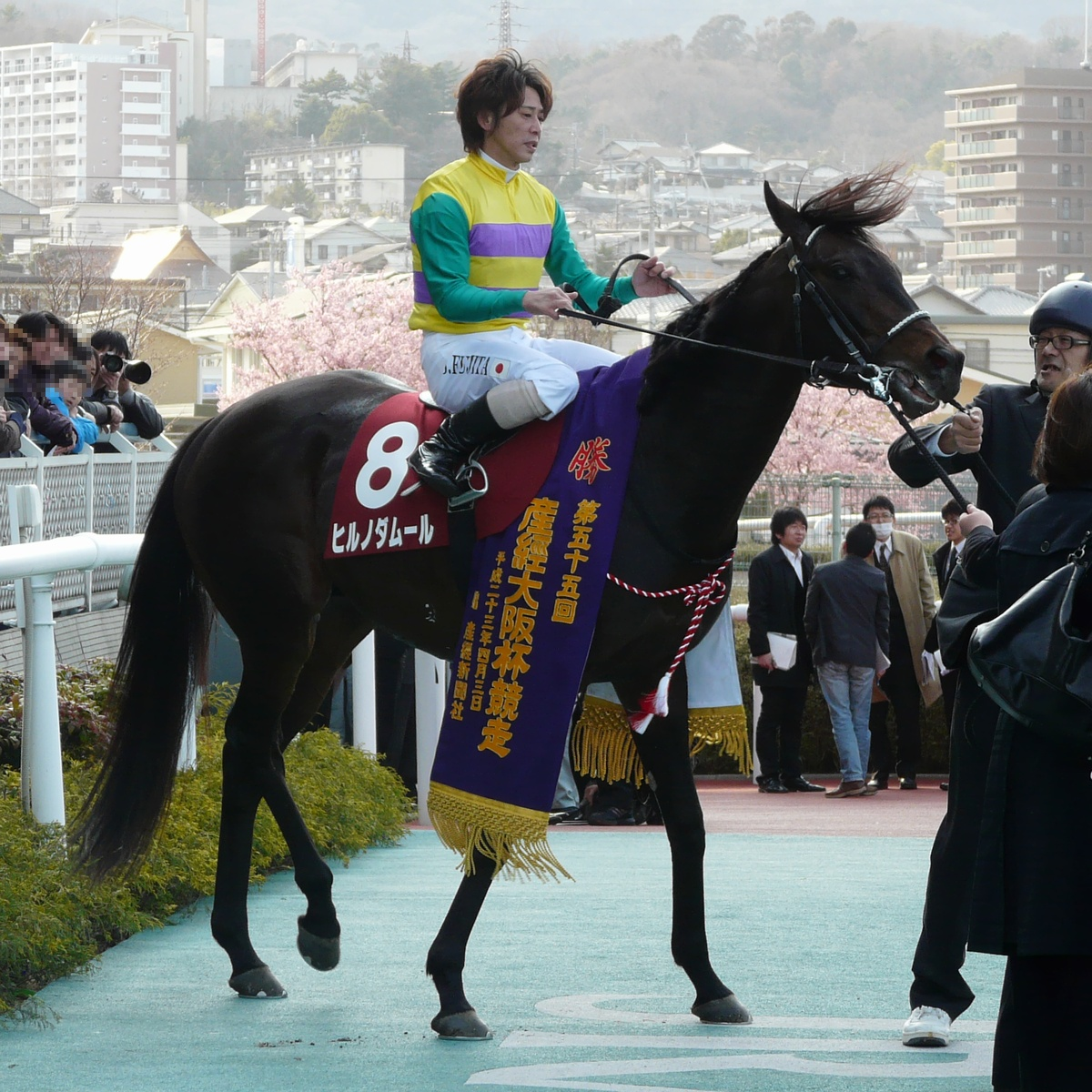
大阪杯

4月3日の産経大阪杯（GII）では、エイシンフラッシュなどGI優勝馬4頭を上回る1番人気に支持されて出走。中団の位置から抜け出し、逃げるキャプテントゥーレをかわすとともに追い込むダークシャドウなどを退けて優勝、重賞初勝利となった。2着のダークシャドウとはハナ差の決着であった。走破タイムの1分57秒8は、タップダンスシチーが保持していたコースレコードを0.3秒更新した。

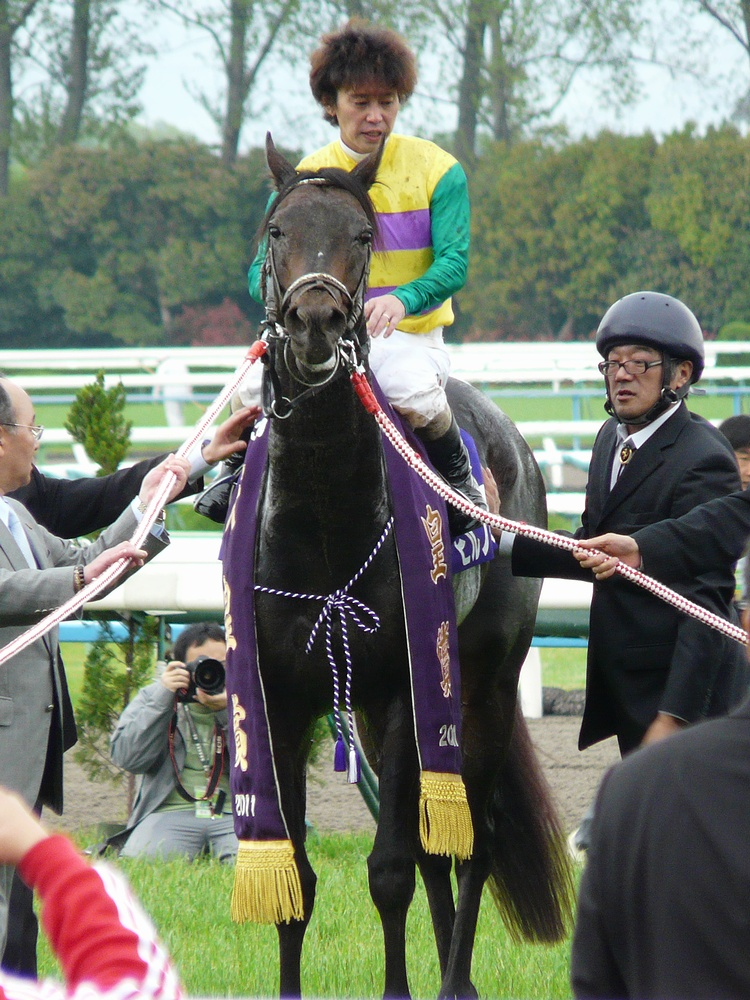
天皇賞（春）表彰式

5月1日の天皇賞（春）に出走、前哨戦を制したものの豪華メンバーに7番人気という評価であった。先頭が次々と替わる中、中団に位置して最終コーナーに達し、逃げるナムラクレセントをかわして抜け出した。同じく中団から追い上げたエイシンフラッシュを半馬身退けて決勝線を通過し、GI初勝利を果たした。藤田は「自分のことは後でいいです。自分のことよりも、この馬でGIを勝てたこと、この馬をGI馬にできたことが本当にうれしいですね」と振り返った。
秋は、フォワ賞から凱旋門賞に出走するためにフランスに遠征。当地で厩舎を営む日本人の小林智厩舎に入り、留学中の田中博康が調教を担当した。遠征に際して、帯同する現役競走馬を当地で購入し、水の浄化装置まで持ち込むなど対策した。9月11日のフォワ賞（G2）ではサラフィナに次ぐ2着となったが、10月2日の凱旋門賞（G1）では出走直前の猛暑と、競馬場までの移動で渋滞により体調がすぐれず、10着に敗れた。
日本帰国後は、年末の有馬記念（GI）に出走したが6着敗退。5歳となった2012年も現役を続行し、4戦に出走するもGII3着2回が最高で勝利を挙げることはできなかった。札幌記念3着後に右前脚浅屈腱炎を発症し、11月21日付けで競走馬登録を抹消、引退した。

### 競走馬引退後
競走馬引退後はアロースタッドで種牡馬となる。2016年より初年度産駒がデビュー、2017年6月17日にロードゼストが未勝利戦を制し、JRA産駒初勝利となった。
2019年をもって種牡馬を引退、余生を送るためヴェルサイユリゾートファームへ移動した。1年後の2020年9月28日に乗馬リトレーニングのため千葉県八街市の東関東馬事高等学院に移動した。2021年8月にリトレーニングを終え、ヴェルサイユリゾートファームに戻った。

## エピソード
ヒルノダムールは脚元や体質は丈夫であったが、輸送をすると馬体重が減ってしまうのが泣き所であった。栗東から関西圏の輸送でも減ることがあった。

## 競走成績
以下の内容は、netkeiba.comおよびJBISサーチの情報に基づく。
| 競走日     | 競馬場     | 競走名             | 格     | 距離（馬場）  | 頭 数 | 枠 番 | 馬 番 | オッズ （人気） | 着順 | タイム （上り3F） | 着差 | 騎手      | 斤量 [kg] | 1着馬（2着馬）         |
| ---------- | ---------- | ------------------ | ------ | ------------- | ----- | ----- | ----- | --------------- | ---- | ----------------- | ---- | --------- | --------- | ---------------------- |
| 2009.11.14 | 東京       | 2歳新馬            |        | 芝2000m（重） | 14    | 8     | 14    | 02.2（2人）     | 02着 | R2:03.7 （34.7）  | -0.0 | 0藤田伸二 | 55        | アリゼオ               |
| 0000.11.29 | 京都       | 2歳未勝利          |        | 芝1800m（良） | 18    | 1     | 2     | 01.6（1人）     | 01着 | R1:47.9 （35.3）  | -0.5 | 0藤田伸二 | 55        | （カネトシパサージュ） |
| 0000.12.26 | 阪神       | ラジオNIKKEI杯2歳S | JpnIII | 芝2000m（良） | 15    | 1     | 1     | 08.1（3人）     | 04着 | R2:01.5 （34.3）  | -0.2 | 0藤田伸二 | 55        | ヴィクトワールピサ     |
| 2010.01.23 | 京都       | 若駒S              | OP     | 芝2000m（良） | 10    | 5     | 5     | 03.4（2人）     | 01着 | R2:02.0 （33.1）  | -0.2 | 0藤田伸二 | 56        | （ルーラーシップ）     |
| 0000.03.20 | 阪神       | 若葉S              | OP     | 芝2000m（良） | 10    | 6     | 6     | 01.3（1人）     | 02着 | R2:00.0 （35.0）  | -0.1 | 0藤田伸二 | 56        | ペルーサ               |
| 0000.04.18 | 中山       | 皐月賞             | GI     | 芝2000m（稍） | 18    | 8     | 16    | 10.7（6人）     | 02着 | R2:01.0 （35.0）  | -0.2 | 0藤田伸二 | 57        | ヴィクトワールピサ     |
| 0000.05.30 | 東京       | 東京優駿           | GI     | 芝2400m（良） | 17    | 6     | 12    | 08.8（3人）     | 09着 | R2:27.5 （33.3）  | -0.6 | 0藤田伸二 | 57        | エイシンフラッシュ     |
| 0000.08.22 | 札幌       | 札幌記念           | GII    | 芝2000m（良） | 16    | 4     | 8     | 05.5（2人）     | 04着 | R1:59.6 （35.6）  | -0.5 | 0藤田伸二 | 54        | アーネストリー         |
| 0000.10.24 | 京都       | 菊花賞             | GI     | 芝3000m（良） | 18    | 1     | 1     | 06.1（3人）     | 07着 | R3:06.5 （34.0）  | -0.4 | 0藤田伸二 | 57        | ビッグウィーク         |
| 0000.12.04 | 阪神       | 鳴尾記念           | GIII   | 芝1800m（良） | 12    | 7     | 10    | 03.6（1人）     | 02着 | R1:45.0 （33.5）  | -0.1 | 0藤田伸二 | 55        | ルーラーシップ         |
| 2011.01.16 | 京都       | 日経新春杯         | GII    | 芝2400m（良） | 13    | 7     | 11    | 05.5（3人）     | 02着 | R2:24.9 （34.4）  | -0.3 | 0藤田伸二 | 56        | ルーラーシップ         |
| 0000.02.13 | 京都       | 京都記念           | GII    | 芝2200m（良） | 12    | 8     | 12    | 03.9（2人）     | 03着 | R2:14.2 （34.7）  | -0.3 | 0藤田伸二 | 56        | トゥザグローリー       |
| 0000.04.03 | 阪神       | 産経大阪杯         | GII    | 芝2000m（良） | 15    | 5     | 8     | 03.7（1人）     | 01着 | R1:57.8 （34.4）  | -0.0 | 0藤田伸二 | 57        | （ダークシャドウ）     |
| 0000.05.01 | 京都       | 天皇賞（春）       | GI     | 芝3200m（稍） | 18    | 1     | 2     | 16.9（7人）     | 01着 | R3:20.6 （35.3）  | -0.1 | 0藤田伸二 | 58        | （エイシンフラッシュ） |
| 0000.09.11 | ロンシャン | フォワ賞           | G2     | 芝2400m（良） | 4     | 1     | 2     |                 | 02着 |                   |      | 0藤田伸二 | 58        | Sarafina               |
| 0000.10.02 | ロンシャン | 凱旋門賞           | G1     | 芝2400m（良） | 16    | 1     | 4     |                 | 10着 |                   |      | 0藤田伸二 | 59.5      | Danedream              |
| 0000.12.25 | 中山       | 有馬記念           | GI     | 芝2500m（良） | 13    | 3     | 3     | 30.4（8人）     | 06着 | R2:36.4 （33.7）  | -0.4 | 0藤田伸二 | 57        | オルフェーヴル         |
| 2012.02.12 | 京都       | 京都記念           | GII    | 芝2200m（良） | 9     | 8     | 9     | 04.5（3人）     | 03着 | R2:12.9 （35.0）  | -0.5 | 0藤田伸二 | 58        | トレイルブレイザー     |
| 0000.03.18 | 阪神       | 阪神大賞典         | GII    | 芝3000m（稍） | 12    | 2     | 2     | 09.5（2人）     | 04着 | R3:12.5 （37.7）  | -0.7 | 0藤田伸二 | 58        | ギュスターヴクライ     |
| 0000.04.29 | 京都       | 天皇賞（春）       | GI     | 芝3200m（良） | 18    | 7     | 15    | 23.3（5人）     | 11着 | R3:15.6 （34.0）  | -1.8 | 0藤田伸二 | 58        | ビートブラック         |
| 0000.08.19 | 札幌       | 札幌記念           | GII    | 芝2000m（良） | 14    | 3     | 3     | 05.0（2人）     | 03着 | R1:58.9 （35.1）  | -0.2 | 0藤田伸二 | 57        | フミノイマージン       |

- タイム欄のRはレコード勝ちを示す。

## 血統表
| ヒルノダムールの血統              | ヒルノダムールの血統                                 | ヒルノダムールの血統        | （血統表の出典）            | （血統表の出典） |
| 父系                              | サンデーサイレンス系                                 | サンデーサイレンス系        | サンデーサイレンス系        | [ § 2 ]          |
| 父 マンハッタンカフェ 1998 青鹿毛 | 父の父*サンデーサイレンス Sunday Silence 1986 青鹿毛 | Halo                        | Hail to Reason              | Hail to Reason   |
| 父 マンハッタンカフェ 1998 青鹿毛 | 父の父*サンデーサイレンス Sunday Silence 1986 青鹿毛 | Halo                        | Cosmah                      |                  |
| 父 マンハッタンカフェ 1998 青鹿毛 | 父の父*サンデーサイレンス Sunday Silence 1986 青鹿毛 | Wishing Well                | Understanding               | Understanding    |
| 父 マンハッタンカフェ 1998 青鹿毛 | 父の父*サンデーサイレンス Sunday Silence 1986 青鹿毛 | Wishing Well                | Mountain Flower             |                  |
| 父 マンハッタンカフェ 1998 青鹿毛 | 父の母*サトルチェンジ Subtle Change 1988 黒鹿毛      | Law Society                 | Alleged                     | Alleged          |
| 父 マンハッタンカフェ 1998 青鹿毛 | 父の母*サトルチェンジ Subtle Change 1988 黒鹿毛      | Law Society                 | Bold Bikini                 |                  |
| 父 マンハッタンカフェ 1998 青鹿毛 | 父の母*サトルチェンジ Subtle Change 1988 黒鹿毛      | Santa Luciana               | Luciano                     | Luciano          |
| 父 マンハッタンカフェ 1998 青鹿毛 | 父の母*サトルチェンジ Subtle Change 1988 黒鹿毛      | Santa Luciana               | Suleika                     |                  |
| 母 シェアエレガンス 1998 鹿毛     | 母の父*ラムタラ Lammtarra 1992 栗毛                  | Nijinsky II                 | Northern Dancer             | Northern Dancer  |
| 母 シェアエレガンス 1998 鹿毛     | 母の父*ラムタラ Lammtarra 1992 栗毛                  | Nijinsky II                 | Flaming Page                |                  |
| 母 シェアエレガンス 1998 鹿毛     | 母の父*ラムタラ Lammtarra 1992 栗毛                  | Snow Bride                  | Blushing Groom              | Blushing Groom   |
| 母 シェアエレガンス 1998 鹿毛     | 母の父*ラムタラ Lammtarra 1992 栗毛                  | Snow Bride                  | Awaasif                     |                  |
| 母 シェアエレガンス 1998 鹿毛     | 母の母*メアリーリノア Mary Linoa 1986 黒鹿毛         | L'Emigrant                  | The Minstrel                | The Minstrel     |
| 母 シェアエレガンス 1998 鹿毛     | 母の母*メアリーリノア Mary Linoa 1986 黒鹿毛         | L'Emigrant                  | Suprina                     |                  |
| 母 シェアエレガンス 1998 鹿毛     | 母の母*メアリーリノア Mary Linoa 1986 黒鹿毛         | Marie Noelle                | Brigadier Gerard            | Brigadier Gerard |
| 母 シェアエレガンス 1998 鹿毛     | 母の母*メアリーリノア Mary Linoa 1986 黒鹿毛         | Marie Noelle                | Marike                      |                  |
| 母系(F-No.)                       | (FN:4-i)                                             | (FN:4-i)                    | (FN:4-i)                    | [ § 3 ]          |
| 5代内の近親交配                   | Northern Dancer 4･5（母内）                          | Northern Dancer 4･5（母内） | Northern Dancer 4･5（母内） | [ § 4 ]          |
| 出典                              | 1. 2. 3. 4.                                          | 1. 2. 3. 4.                 | 1. 2. 3. 4.                 | 1. 2. 3. 4.      |